# Osetski jezik
Osetski jezik (ISO 639-3: oss; ossete), jezik kojim govori oko 641 450 ljudi, od čega      100 000 u Gruziji (Johnstone and Mandryk 2001), a ostali u azijskom dijelu Turske, azijskoj Rusiji, Azerbajdžanu, Kazahstanu, Tadžikistanu, Turkmenistanu, Uzbekistanu, Ukrajini i Njemačkoj.
Osetski je jedan od dva živa sjeveroistočna iranska jezika, drugi je jagnobski [yai], kojim govore pripadnici etničke skupine Oseta u Osetiji. Ima nekoliko dijalekata: digor (grad Bitlis), tagaur, kurtat, allagir, tual, iron (u gradovima Sarikamis i Erzerum). Pismo: ćirilica.

## Vanjske poveznice
- Wikipedija na osetskom jeziku
- Ethnologue (14th)
- Ethnologue (15th)